# Przełom miasteniczny
Przełom miasteniczny – nagłe pogorszenie się stanu chorego na miastenię rzekomoporaźną, objawiające się przede wszystkim groźną dla życia niewydolnością oddechową z powodu osłabienia mięśni oddechowych (m.in. mięśni międzyżebrowych oraz przepony), a także objawami wegetatywnymi (pocenie, tachykardia, ślinotok, poszerzenie źrenic). Zwykle występuje u 20% chorych na uogólnioną miastenię w ciągu pierwszych 2 lat choroby.

## Czynniki wywołujące
Do przełomu miastenicznego u chorych na miastenię może dojść na skutek:
- infekcji
- nadczynności tarczycy
- porodu (szczególnie w okresie poporodowym)
- zastosowania zwiotczających środków kurraropodobnych
- wysiłku fizycznego
- sytuacji stresowych
- przebywania w wysokiej temperaturze
- zastosowania leków blokujących synapsę nerwowo-mięśniową
- przyjmowania zbyt małych dawek leków cholinergicznych przez chorego
- przyjmowania glikokortykosteroidów (w ciągu pierwszych dni terapii)

## Postępowanie
Postępowanie polega na eliminacji czynników wywołujących i na leczeniu miastenii (plazmafereza, dożylny wlew immunoglobulin, sterydy). W razie konieczności stosuje się także objawowe leczenie niewydolności oddechowej.